# Шатијон ла Борд
Шатијон ла Борд (фр. Châtillon-la-Borde) је насељено место у Француској у региону Париски регион, у департману Сена и Марна.
По подацима из 2011. године у општини је живело 217 становника, а густина насељености је износила 29,93 становника/km².

## Демографија
| 1962. | 1968. | 1975. | 1982. | 1990. | 2011. |
| ----- | ----- | ----- | ----- | ----- | ----- |
| 94    | 116   | 126   | 167   | 201   | 217   |